# Рефухіо (Техас)
Рефухіо (англ. Refugio) — місто (англ. town) в США, в окрузі Рефухіо штату Техас. Населення — 2712 особи (2020).

## Географія
Рефухіо розташоване за координатами 28°18′27″ пн. ш. 97°16′30″ зх. д. / 28.30750° пн. ш. 97.27500° зх. д. (28.307445, -97.274981).  За даними Бюро перепису населення США в 2010 році місто мало площу 4,07 км², уся площа — суходіл.

## Демографія
Згідно з переписом 2010 року, у місті мешкало 2890 осіб у 1102 домогосподарствах у складі 747 родин. Густота населення становила 709 осіб/км².  Було 1355 помешкань (333/км²).
Расовий склад населення:
| - 76,2 % — білих - 11,4 % — чорних або афроамериканців - 0,3 % — корінних американців - 0,2 % — азіатів - 9,9 % — осіб інших рас |

До двох чи більше рас належало 1,9 %. Частка іспаномовних становила 51,9 % від усіх жителів.
За віковим діапазоном населення розподілялося таким чином: 26,3 % — особи молодші 18 років, 54,8 % — особи у віці 18—64 років, 18,9 % — особи у віці 65 років та старші. Медіана віку мешканця становила 39,7 року. На 100 осіб жіночої статі у місті припадало 96,5 чоловіків;  на 100 жінок у віці від 18 років та старших — 90,8 чоловіків також старших 18 років.
Середній дохід на одне домашнє господарство  становив 50 502 долари США (медіана — 36 318), а середній дохід на одну сім'ю — 55 799 доларів (медіана — 39 625). Медіана доходів становила 50 313 долари для чоловіків та 25 208 доларів для жінок. За межею бідності перебувало 23,0 % осіб, у тому числі 35,0 % дітей у віці до 18 років та 16,9 % осіб у віці 65 років та старших.
Цивільне працевлаштоване населення становило 1172 особи. Основні галузі зайнятості: освіта, охорона здоров'я та соціальна допомога — 21,0 %, мистецтво, розваги та відпочинок — 12,5 %, сільське господарство, лісництво, риболовля — 12,5 %.